# Davide Candellaro
Davide Candellaro, né le 7 juin 1989 à Padoue, en Italie, est un joueur italien de volley-ball. Il mesure 2,00 m et joue central.

## Clubs
| Club                       | De        | À         |
| -------------------------- | --------- | --------- |
| Prisma Volley              | 2009-2010 | 2009-2010 |
| Pallavolo Reggio d'Émilie  | 2010-2011 | 2010-2011 |
| Lupi Pallavolo Santa Croce | 2011-2012 | 2011-2012 |
| Pallavolo Atripalda        | 2012-2013 | 2012-2013 |
| Piemonte Volley            | 2013-2014 | ...       |

## Palmarès
Néant.